# The Devil Dodger
 (août 2025).
Pour plus de détails, voir Fiche technique et Distribution.
The Devil Dodger est un film américain réalisé par Clifford Smith, sorti en 1917.

## Synopsis
Le Révérend Roger Ingraham arrive à Snowstorm (Arizona) avec l'intention de répandre la parole de Dieu, ce qui le met en conflit avec Silent Scott, qui possède la salle de jeux et le dancing. Fluffy, la gérante du saloon de Scott, lui vient en aide et le révérend en tombe amoureux. Mais lorsque le pire ennemi de Scott arrive en ville, Ingraham réalise que Fluffy ne pourrait pas supporter la mort de Scott et lui sauve la vie en recevant la balle qui lui était destinée. Avant de mourir, il a le temps de conduire la cérémonie de mariage entre Scott et Fluffy.

## Fiche technique
- Titre original : The Devil Dodger
- Réalisation : Clifford Smith
- Scénario : J.G. Hawks
- Société de production : Triangle Film Corporation
- Société de distribution : Triangle Distributing Corporation
- Pays d'origine :  États-Unis
- Langue originale : anglais
- Format : noir et blanc — 35 mm — 1,37:1 — Film muet
- Genre : Western
- Durée : 5 bobines
- Dates de sortie :  États-Unis : 23 septembre 1917
- Licence : Domaine public

## Distribution

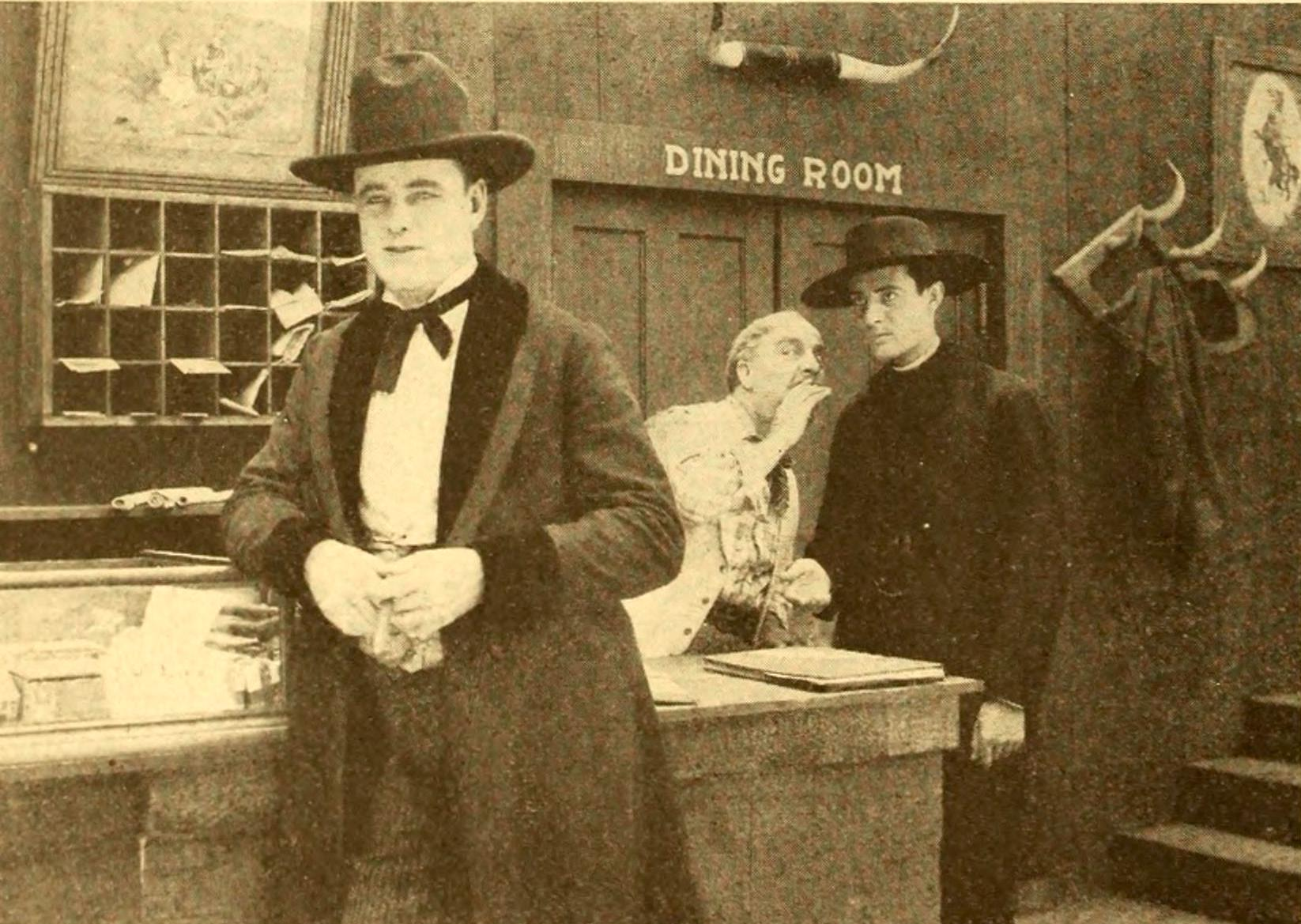
Roy Stewart et John Gilbert.

- Roy Stewart : Silent Scott
- John Gilbert : Roger Ingraham
- Carolyn Wagner : Fluffy
- John Lince : Ricketts
- Anna Dodge : Mme Ricketts
- George Willis : Bowie